# Kostel svatého Matouše (Jimramov)
Kostel svatého Matouše v Jimramově je bývalý římskokatolický kostel zasvěcený sv. Matoušovi.

## Historie
Barokní kostel byl vystavěn mezi lety 1767–1769, avšak roku 1783 byl v souvislosti s josefínskými reformami zrušen (odsvěcen). Jeho vybavení bylo umístěno do kostelů okolních farností a chrám byl přeměněn na bytový dům.

## Exteriér
Bývalý kostel stojí na vyvýšeném místě v obci, nedaleko místní základní a mateřské školy.

### Kaple svatého Matouše
Několik desítek metrů jižně od kostela stávala také kaple stejného zasvěcení, pocházející ze 17. století. Později byla taktéž přeměněna na byty a roku 1954 zbořena. Dodnes se zde po ní dochovaly místní názvy. Je po ní pojmenována i nedaleká ulice U Kaple. Tento název je někdy mylně spojován s bývalým kostelem a ten následně označován jako kaple.

## Galerie

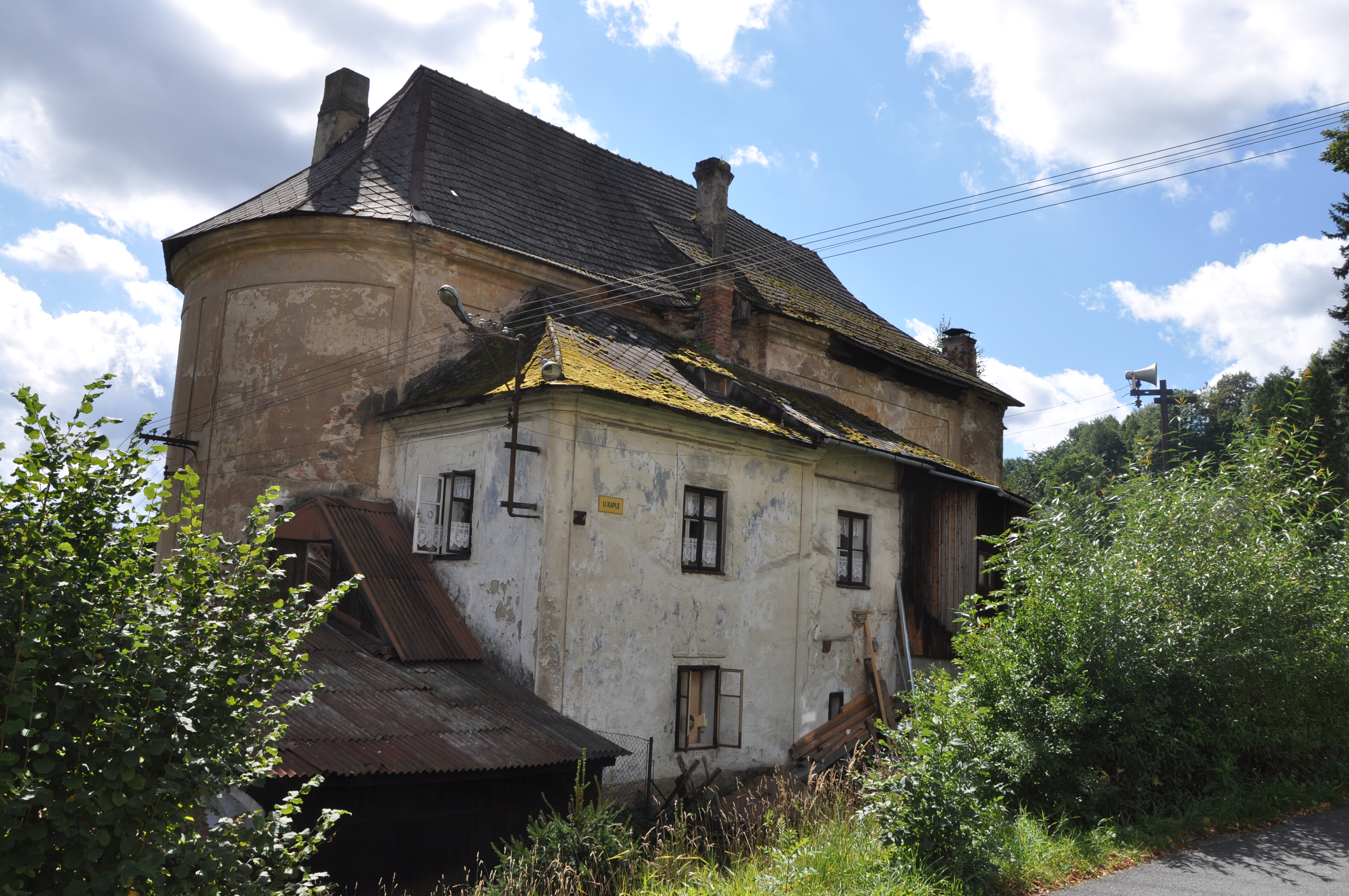
Pohled na bývalý kostel z boku
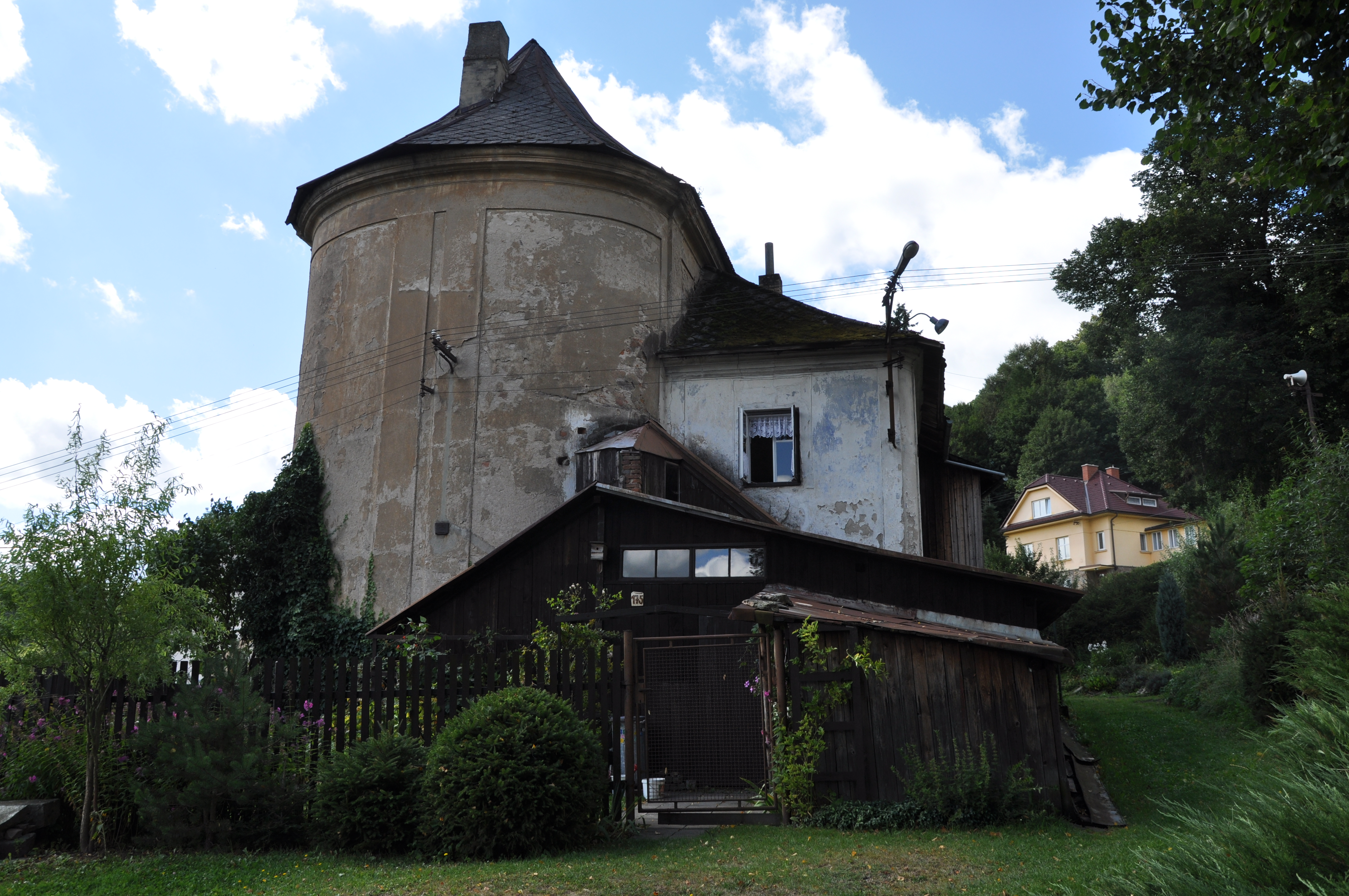
Pohled na bývalý kostel zepředu
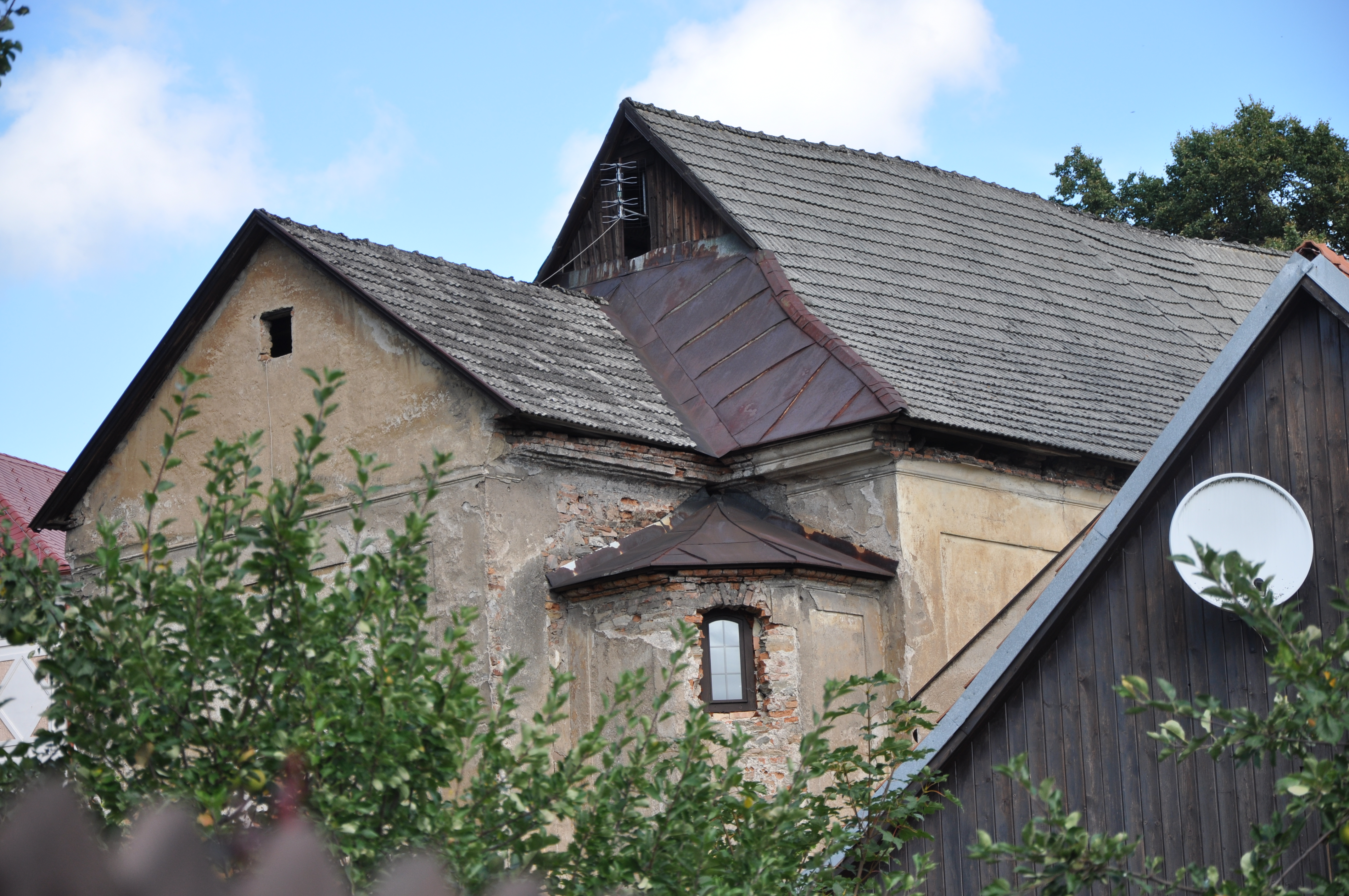
Pohled na střechu bývalého kostela zezadu